# Lei da Constituição da Índia (1895)

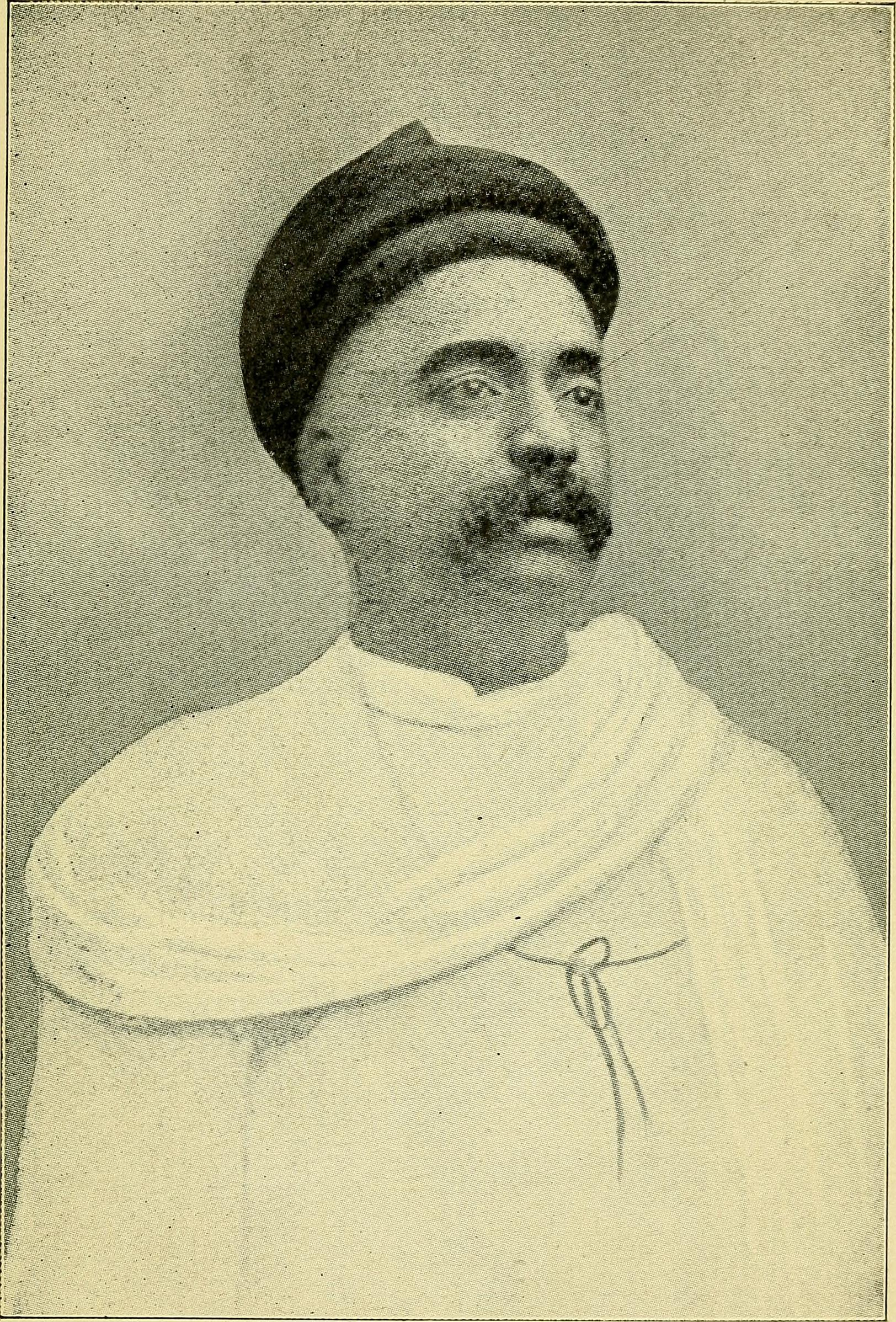
Bal Gangadhar Tilak, autor da Lei da Constituição da Índia.

A Lei da Constituição da Índia, também conhecida como “Lei Swaraj”, de 1895, foi a primeira tentativa de se estabelecer uma constituição para toda a Índia Britânica.

## Contexto

Bandeira da Índia Britânica.

Desde finais da década de 1850, ativistas indianos procuravam criar projetos constitucionais para a autonomia ou até mesmo a independência de determinadas regiões e grupos da Índia, então parte do Império Britânico. Porém, foi somente em 1895 que um projeto constitucional para todo o subcontinente indiano começou a ser pensado, embora de maneira não oficial, resultando na proposta chamada de “Lei da Constituição da Índia” ou “Lei Swaraj” – “Lei de Autogoverno”, em tradução livre.
Embora tenha sido rejeitada pelas autoridades coloniais britânicas e mesmo por parte das elites indianas, a Lei da Constituição da Índia serviu como um ponto de encontro para o constitucionalismo da Índia e o nascente nacionalismo indiano.

## Princípios
O texto constitucional foi obra, em grande parte, do educador e jornalista indiano Bal Gangadhar Tilak, conservador, porém, nacionalista. Membro do partido Congresso Nacional Indiano, o objetivo de Tilak era que seu projeto de lei fosse aprovado como uma legislação para toda a Índia, sem distinções territoriais, religiosas ou de castas. Em uma tentativa de mesclar modernidade e conservadorismo, o documento tinha forte inspiração nos constitucionalismos britânico e americano, assim como possivelmente na Constituição Meiji de 1889.
Os 114 artigos da Lei versavam, principalmente, sobre direitos fundamentais, como liberdade de expressão, liberdade de imprensa, direito de petição, igualdade perante a lei e educação pública. Estabelecia também um limitado sufrágio masculino e o serviço militar obrigatório. Previa ainda um parlamento bicameral e uma monarquia constitucional, em que a Rainha Vitória do Reino Unido seria mantida como soberana, em um sistema parecido com a atual Commonwealth.